# Tony Martin (americký zpěvák)
Tony Martin (rodným jménem Alvin Morris; 25. prosince 1913 San Francisco, Kalifornie, USA – 27. července 2012 Los Angeles, Kalifornie, USA) byl americký zpěvák a herec.
Svou první skupinu The Red Peppers založil ve školních letech. V letech 1954–1956 moderoval na NBC vlastní pořad The Tony Martin Show. Jeho první ženou byla v letech 1937–1941 herečka Alice Faye. Od roku 1948 až do své smrti roku 2008 byla jeho manželkou herečka Cyd Charisse.

## Písně
Nejúspěšnější tituly:
- Now It Can Be Told (1939)
- South Of The Border (1939)
- The Tenement Symphony (1941)
- Tonight We Love (1941) – # 5
- To Each His Own (1946) – # 4
- Rumours Are Flying (1946) – # 9
- For Every Man There's A Woman (1948) – # 30
- There's No Tomorrow (1949) – # 2
- I Said My Pajamas (and Put on My Prayers) (1949) (duet s Fran Warrenovou) – # 5
- Take A Letter, Miss Smith (1949) (duet s Fran Warrenovou)
- Domino (1951) – # 10
- I Get Ideas (1951) (adaptace argentiniskeho tanga "Adios Muchachos")
- I Hear a Rhapsody (1952)
- Here (1953)
- Walk Hand in Hand (1956)

## Filmografie
- Follow the Fleet (1936)
- The Farmer in the Dell (1936)
- Murder on a Bridle Path (1936)
- The Witness Chair (1936)
- Poor Little Rich Girl (1936)
- Back to Nature (1936)
- Sing, Baby, Sing (1936)
- Pigskin Parade (1936)
- Banjo on My Knee (1936)
- The Holy Terror (1937)
- Sing and Be Happy (1937)
- You Can't Have Everything (1937)
- Life Begins in College (1937)
- Ali Baba Goes to Town (1937)
- Sally, Irene and Mary (1938)
- Kentucky Moonshine (1938)
- Up the River (1938)
- Thanks for Everything (1938)
- Winner Take All (1939)
- Music in My Heart (1940)
- iegfeld Girl (1941)
- The Big Store (1941)
- Till the Clouds Roll By (1946)
- Casbah (1948)
- Two Tickets to Broadway (1951)
- Clash by Night (1952)
- Here Come the Girls (1953)
- Easy to Love (1953)
- Deep in My Heart (1954)
- Hit the Deck (1955)
- Meet Me in Las Vegas (1956)
- Quincannon – Frontier Scout (1956)
- Let's Be Happy (1957)
- Dear Mr. Wonderful (1982)